# Podlonk
Podlonk – wieś w Słowenii, w gminie Železniki. W 2018 roku liczyła 145 mieszkańców.